# 特别反抢劫行动队
特别反抢劫行动队（Special Anti-Robbery Squad，SARS）是1992年末成立的尼日利亚警察部队下属组织，负责处理与抢劫、机动车盗窃、绑架、偷窃牲口和枪支有关的犯罪。它是警方刑事调查和情报部（FCIID）的一部分，由时任副总警监安东尼·奥格比兹领导。
SARS因涉嫌法外处决、强迫失踪、敲诈勒索、酷刑、诬陷、勒索、绑架、非法器官交易、武装抢劫、入室盗窃、强奸男女、羁押儿童、侵犯隐私和因倾倒人体组织污染水源等原因引发争议。面对大规模抗议，该部门曾被多次调查，但并无下文，2016年、2017年、2018年和2019年曾有过数次对该部门进行改革的承诺。2020年10月11日，在全球范围内开展的以“终结SARS”为口号的抗议活动爆发后，该部门遭解散。